# Irina Ponarowska
Irina Witaljewna Ponarowska, ros. Ири́на Вита́льевна Понаро́вская (ur. 12 marca 1953 w Leningradzie) – radziecka i rosyjska piosenkarka ludowa i jazzowa, aktorka, anchorwoman, uznawana za symbol seksu lat 90.
Urodziła się w rodzinie muzyków. Ojciec – Witalij Borisowicz Ponarowski (ros. Виталий Борисович Понаровский) – ukończył klasę wiolonczeli na Konserwatorium Leningradzkim, był dyrygentem i kierownikiem artystycznym orkiestry jazzowej; zmarł w 1996 roku. Matka – Nina Nikołajewna Arnoldi (ros. Нина Николаевна Арнольди) – ukończyła klasę fortepianu na Konserwatorium Leningradzkim, pracowała jako akompaniator w szkole muzycznej przy Konserwatorium; nagradzana dyplomami międzynarodowych konkursów muzyki klasycznej „za najlepszy akompaniament”.

## Kariera artystyczna
W 1976 wykonywana przez artystkę piosenka „Мольба” („Зови меня, любовь”) została nagrodzona Grand Prix na Międzynarodowym Festiwalu Piosenki w Sopocie.
W latach 1994–1995 prowadziła program telewizyjny Fitnes-kłass Iriny Ponarowskoj (ros. Фитнесс-класс Ирины Понаровской), w którym rozwinęła i promowała własną metodologię gimnastyki i prawidłowego żywienia.

## Wybrane piosenki
- Мольба (Molba)[4][5]
- Музыка любви (Muzyka lubwi)
- Рябиновые бусы (Riabinowyje busy)
- Гитара (Gitara)
- Спасибо тебе (Spasibo tiebie)
- Обещанья, прощенья и прощанья (Obieszczanja, proszczenja i proszczanja)
- Спасибо за любовь (Spasiba za ljubow)